# 阿尔托帕肖
阿尔托帕肖（義大利語：Altopascio），是意大利卢卡省的一个市镇。总面积28.7平方公里，人口14777人，人口密度514.9人/平方公里（2009年）。ISTAT代码为046001。

## 友好城市
- 法國 圣吉勒